# Libertas (Dubrovnik)

Libertasflaggan, Dubrovniks sekundära flagga, med stadens historiska motto.

Libertas (det latinska ordet för 'frihet') är den kroatiska staden Dubrovniks historiska motto och tillika namnet på stadens sekundära flagga. Mottot har sitt ursprung i den forna republiken Dubrovnik som värnade sitt oberoende och där frihet vördades som en av de främsta värdena. Det har idag till skillnad från stadsvapnet och flaggan ingen officiell status men används informellt i diverse, främst kulturella, sammanhang. Mottot har bland annat gett upphov till namnet på filmfestivalen Libertas Film Festival, den lokala Libertaskören och transportföretaget Libertas Dubrovnik.

## Historik och mottot i praktiken
Dubrovniks historiska devis har på olika sätt tagit sig uttryck i stadens historia som präglas av tiden 1358–1808 då staden med omgivningar var en självständig maritim republik. Republiken stod periodvis i vasallskap till Venedig och Ungern och dess tidiga historia kom att präglas av kampen för oberoende och frihet vilket kom att materialiseras genom dess försvarsverk, däribland ringmuren. 
Förutom den forna republikens sekundära flagga framgår det på andra sätt att friheten var en dygd framför andra. Ovanför porten till den medeltida Lovrijenacfästningen finns en inskription och devis som lyder "Non Bene Pro Toto Libertas Venditur Auro" ('Frihet kan inte köpas för allt guld i världen') och som en av de första staterna i världen avskaffade republiken Dubrovnik år 1418 slaveriet. År 1628 skrev den lokale poeten Ivan Gundulić en hymn till friheten som 1926 tonsattes och som idag framförs i olika sammanhang. Även om det bland historiker råder olika meningar om exakt datum, var republiken Dubrovnik en av de första staterna, enligt vissa källor den första staten i världen, som erkände USA:s självständighet från Storbritannien. Enligt ett dokument presenterat år 2006 av USA:s tidigare vicepresident Dick Cheney ska Dubrovnik ha erkänt USA:s självständighet år 1783.
Under det kroatiska självständighetskriget och belägringen av Dubrovnik 1991–1992 då staden var utsatt för en sjöblockad av serbiska och montenegrinska militära enheter organiserades en humanitär aktion kallad Libertaskonvojen vars syfte var att samla en konvoj av båtar och fartyg som kunde ta sig till Dubrovnik och komma invånarna till undsättning.

### Fotnoter
1. ↑  HKV - Kroatiska kulturrådet (kroatiska)
2. 1 2  Dubrovnikportal.com Arkiverad 5 december 2014 hämtat från the Wayback Machine. (kroatiska)
3. ↑  Maritima Art Arkiverad 5 december 2014 hämtat från the Wayback Machine. (engelska)
4. ↑  Croatia.hr - Kroatiska statens turistförening (engelska)
5. ↑  ”Main celebration of Croatia's accession to the European Union” (på engelska) ( PDF). Kroatiska regeringen. 1 juli 2013. Arkiverad från originalet den 5 december 2014. https://web.archive.org/web/20141205060936/https://vlada.gov.hr/UserDocsImages//Materijali%20za%20istaknuto/2014/CroatiaEU//HR%2CEU%20-%20programme_eng.pdf. Läst 26 november 2014.
6. ↑  Viabalkans.com Arkiverad 8 december 2014 hämtat från the Wayback Machine. (engelska)
7. ↑  Staden Dubrovniks officiella webbplats Arkiverad 4 december 2014 hämtat från the Wayback Machine. (kroatiska)
8. ↑  Portaloko.hr Arkiverad 5 december 2014 hämtat från the Wayback Machine. (kroatiska)